# Phylocentropus shigae
Phylocentropus shigae is een schietmot uit de familie Dipseudopsidae. De soort komt voor in het Palearctisch gebied.